# Ostřice hubená
Ostřice hubená (Carex strigosa), neboli ostřice hřebílkatá, je druh jednoděložné rostliny z čeledi šáchorovité (Cyperaceae).

## Popis
Jedná se o rostlinu dosahující výšky nejčastěji 30–100 cm. Je vytrvalá, svěže zelená, volně trsnatá, s krátkým oddenkem. Listy jsou střídavé, přisedlé, s listovými pochvami. Lodyha je trojhranná, hladká, delší než listy, čepele jsou asi 7–12 mm široké, na okraji drsné, náhle se zužují do špičky. Bazální pochvy jsou mírně vínově naběhlé, nerozpadavé, bazální jsou bezčepelné, šupinovité. Ostřice hubená patří mezi různoklasé ostřice, nahoře jsou klásky samčí, dole samičí. Samčí vrcholový klásek bývá jen jeden, samičích nejčastěji 3–6, jsou krátce stopkaté, vzpřímené, ani za plodu nejsou převislé. Dolní listen má krátkou pochvu a je kratší než květenství. Okvětí chybí. V samčích květech jsou zpravidla 3 tyčinky. Blizny jsou většinou 3. Plodem je mošnička, která je asi 3–4 mm dlouhá, žilnatá, světle zelená, na vrcholu velmi krátkým a bezzubým zobánkem Každá mošnička je podepřená plevou, která je zelenohnědá a krátce osinkatá V ČR kvete nejčastěji v květnu až v červnu. Počet chromozómů: 2n=66.

## Rozšíření ve světě
Ostřice hubená roste ostrůvkovitě ve většině Evropy, chybí ve Skandinávii, přesahuje do západní Asie.

## Rozšíření v Česku
V ČR roste roztroušeně v dolním Pomoraví, vzácně i na střední a severní Moravě. V Čechách chybí, snad kdysi rostla u Stružnice u České Lípy. Je to silně ohrožený druh flóry ČR (kategorie C2), roste v lužních lesích. Druh byl dříve přehlížen pro podobnost s běžnou ostřicí lesní (Carex sylvatica).